# Alessio Gemignani
Alessio Gemignani o Gimignani (Pistoia, 1567 – Roma, 19 ottobre 1651) è stato un pittore italiano.

## Biografia
Non è conosciuto il suo luogo di nascita, ma pare nei dintorni di Pistoia. Divenne comunque cittadino pistoiese nel 1625. Sposò Dianora Tognelli nel 1595 e da lei ebbe otto figli, tra cui Giacinto, futuro pittore di fama. Cominciò a lavorare in Pistoia per una committenza ecclesiastica e laica, secondo uno stile manierista. La sua prima opera nota è un affresco eseguito nel 1598 nel refettorio del monastero domenicano di San Clemente a Prato, raffigurante le nozze di Cana tra San Giovanni Evangelista e Maria Maddalena. Qui già si mostra come il pittore rielabori i temi della pittura veneta in chiave fiorentina, avvicinandosi a Santi di Tito. Nel primo decennio del Seicento, Gimignani ricevette a Pistoia le prime commissioni pubbliche di rilievo, partendo dalla decorazione ad affresco della Cappella Panciatichi, nella Basilica della Madonna dell'Umiltà (1604-1611). Negli stessi anni lavorò anche nella Chiesa di San Francesco (Pistoia), di cui affrescò alcune lunette (parte di un ciclo pittorico in gran parte perduto, realizzato anche da Sebastiano Vini e Francesco Leoncini). Di questo ciclo pittorico, in gran parte perduto, rimangono oggi solo tre affreschi con Episodi della vita di San Francesco e di Sant'Antonio; nonostante il pessimo stato di conservazione, in alcune figure è possibile riconoscere la mano del Gimignani. Nel 1614 il Gemignani iniziò il suo rapporto con i padri serviti del Chiesa della Santissima Annunziata (Pistoia) con la commissione di un quadro raffigurante S. Carlo Borromeo, per l'altare della famiglia Bracali, attualmente collocato nel coro della stessa chiesa. Pochi anni dopo, nel 1617, dipinse la pala con la Natività per la cappella dei Da Gagliano nella Basilica della Santissima Annunziata (Firenze), poi sostituita nel 1623 con una tela di Francesco Curradi, di cui si è persa ogni traccia. Nel 1623 firmò la pala d'altare con l'Annunciazione per la chiesa di S. Maria a Gello, località nei pressi di Pistoia, dove rispetto alle opere precedenti si evidenzia uno stile più maturo e una maggiore qualità pittorica, affinata sullo studio della pittura fiorentina e pistoiese del primo Cinquecento e sugli artisti fiorentini operanti nella prima metà del Seicento, quali Francesco Curradi e Matteo Rosselli. Nelle opere realizzate tra gli anni Venti e gli anni Trenta, quali per es. il S. Michele e santi nella chiesa di S. Bartolomeo Cutigliano, il S. Carlo Borromeo nella chiesa di S. Pietro in Vinicio, la Vergine con il Bambino e santi nella chiesa dei Ss. Giacomo e Filippo alla Castellina e il Padreterno e santi ora nel seminario vescovile di Pistoia, il Gemignani rivela una maggiore sensibilità nella resa cromatica della superficie pittorica che si traduce nell'arricchimento materico delle vesti e nella morbida luminosità degli incarnati. Intorno al 1630, i serviti pistoiesi gli commissionarono la decorazione ad affresco di alcune lunette del chiostro del loro convento. Questo ciclo pittorico, raffigurante le Storie dei sette santi fondatori e del beato Buonaventura Bonaccorsi, era stato già in parte eseguito nel 1602 da Bernardino Poccetti e poi proseguito, tra il 1633 e il 1654, oltre che dal Gemignani, dal pistoiese Francesco Leoncini e dai fiorentini Cecco Bravo e Giovanni Martinelli . In questi affreschi il Gemignani si allinea con la pittura di illustrazione agiografica tratta dalle soluzioni narrative del Poccetti e impreziosita dalle influenze decorative e cromatiche di Matteo Rosselli. Coevi agli affreschi dell'Annunziata sono sei piccoli quadri con Storie della vita di San Filippo Benizi commissionati al pittore ancora dai serviti e oggi conservati nel Museo diocesano di Pistoia. I dipinti sono caratterizzati da ampi scorci di paesaggio che sottolineano l'interesse del Gemignani per questo tipo di soggetti, dove gli aspetti compositivi e luministici evidenziano ancora una volta il suo rapporto con gli artisti fiorentini, quali per esempio Giovan Battista Vanni, che tra il 1630 e 1635 produsse interessanti opere paesaggistiche. Nel 1632 il Gimignani iniziò il suo rapporto con i minori osservanti del convento di Giaccherino, situato sul colle Lucense, nei pressi di Pistoia. Come documentano le fonti archivistiche, i francescani gli commissionarono tre grandi quadri raffiguranti la Resurrezione di Cristo, la Venuta dello Spirito Santo e l'Ultima Cena, solo l'ultimo dei quali è ancora esistente e visibile in una sala del Palazzo degli Anziani (Pistoia). Sono opera del G. alcuni disegni, in gran parte relativi alle lunette della Ss. Annunziata e di Giaccherino, divisi tra la collezione Cossío di Tudanca (Spagna), la Pierpont Morgan Library di New York e la Biblioteca reale (Torino). Caratterizzati da un tratto sottile e veloce arricchito, talvolta, dall'impiego dell'acquerello, testimoniano un aspetto inedito della produzione del Gimignani , che in questi fogli mostra di allinearsi alla lezione di Jacques Callot. Nel 1635 a Pistoia il Gimignani dipinse, su incarico dei canonici della Cattedrale di San Zeno a Pistoia, l'immagine della Madonna dell'Umiltà in un tabernacolo sul fianco dell'edificio e nel 1636, sempre a Pistoia, firmò il Martirio di San Bartolomeo, eseguito per la chiesa omonima. Quest'opera, come l'Ultima Cena di Giaccherino, risponde a un preciso ideale di austerità formale che si allontana dalle composizioni più briose e decorate delle lunette dell'Annunziata. Tra il 1641 e il 1643, il Gemignani, insieme con Francesco Leoncini, affrescò il chiostro grande del convento di Giaccherino, con le Storie della vita di San Francesco. La decorazione fu commissionata da padre Evangelista Traversari da Momigno, uno dei religiosi più illustri del convento. Nelle lunette realizzate dal Gimignani, facilmente riconoscibili da quelle eseguite dal Leoncini e dagli aiuti di bottega, si afferma il suo stile sobrio e severo, tipico della sua produzione più tarda, in cui tuttavia non manca la presenza di elementi più vivaci, come alcuni scorci di paesaggio e i ritratti dei nobili signori finanziatori degli affreschi. Al 1643 risale anche una piccola tela del Museo civico (Pistoia) raffigurante l'Assedio di Pistoia del 1643, tradizionalmente attribuita a Francesco Leoncini, ma attribuibile senza dubbio al Gimignani, che dovette dipingerla. Trasferitosi a Roma in tarda età, morì il 19 ottobre 1651.